# 逢沢みゆ
逢沢 みゆ（あいざわ みゆ、2003年〈平成15年〉3月3日 - ）は、日本のAV女優、元アイドル。オールプロ（BBT→Alp）所属を経てNAX所属。

## 略歴

### アイドル時代
2013年8月17日、中学1年生、12歳のころから坂本マリア名義でアイドルグループ「フラップガールズスクール」のメンバーとして活動を開始。メジャーレコード会社から楽曲リリースでき、地上波テレビにも出演するなど活動。最年少メンバーであったこともあり、グループ内では人気メンバーであった。約5年間の活動後、2018年4月30日に、全メンバーと同時に卒業。その後数年間はソロで活動した。
アイドルは辞めたものの、表に立ったほうがいいよと周囲に言われたこと、逢沢自身やり残した感、もやもやした気持ちがあった中、「AVって道もあるよ」と声をかけられ、当初は「いやいや、絶対にヤラないし!」と考えたものの、全く業界を知らずに断るの失礼だと思い、興味本位で話を聞いているうちに興味を持ち、デビューを決める。のちのインタビューでは「『有名になりたい』という夢をかなえる前に卒業したので未練がありました。業界を変えてもう一度頑張ってみようと決意しました」と答えている。

### AV女優デビュー
BBTに所属し 2023年12月12日にS1 NO.1 STYLE（エスワン）より専属デビュー。
2023年11月6日週FANZA通販フロアランキングにてデビュー作『新人NO.1STYLE 逢沢みゆ AVデビュー 本物アイドルのAV転身、その全記録ー』は初登場第5位を記録。翌11月13日週FANZA通販フロアランキングで同デビュー作DVD版が第10位。Blu-ray版が4位に浮上。
12月18日週のFANZA動画フロア週間AVランキングにおいてデビュー作が3位を獲得。更にFANZA VR動画2024年2月3日週の週間ランキングで『VR NO.1 STYLE＜逢沢みゆ＞解禁 元アイドル、そして今はAV女優! 逢沢みゆと同棲、はじめました。』が6位を記録 。
光文社『FLASH』2024年2月20日号の袋とじにグラビア掲載。
同年3月3日にはデビュー3ヶ月で生誕イベント「逢沢みゆbirthdayイベント」を開催。超満員のファンから祝福されるなかライブや質問コーナー、クイズなどが行われた ｡
『週刊ポスト』2024年3月8・15日号の袋とじにグラビアが掲載。
2024年3月18日週FANZAレンタルフロア週間AVランキングにおいてデビュー作『新人NO.1STYLE 逢沢みゆ AVデビュー 本物アイドルのAV転身、その全記録ー』が2位を獲得 。3月25日週でも3位、4月1日週で7位、4月15日週でも10位とベストテン入りを堅持した｡
2024年4月発売『アサヒ芸能』発表「2024現役AV女優セクシー総選挙」において総合25位（東京21位、大阪41位）となる。これはこの年の新人最上位となった。また4月3日には、東京・三軒茶屋グレープフルーツムーンで開催されたMilky Pop Generation主催の音楽イベント「月で逢いましょうvol.90 ニューカマースペシャル」に出演。イベント内では『星間飛行』（中島愛）、『タッチ』（岩崎良美）、『初恋サイダー』（Buono!）などを歌唱した。

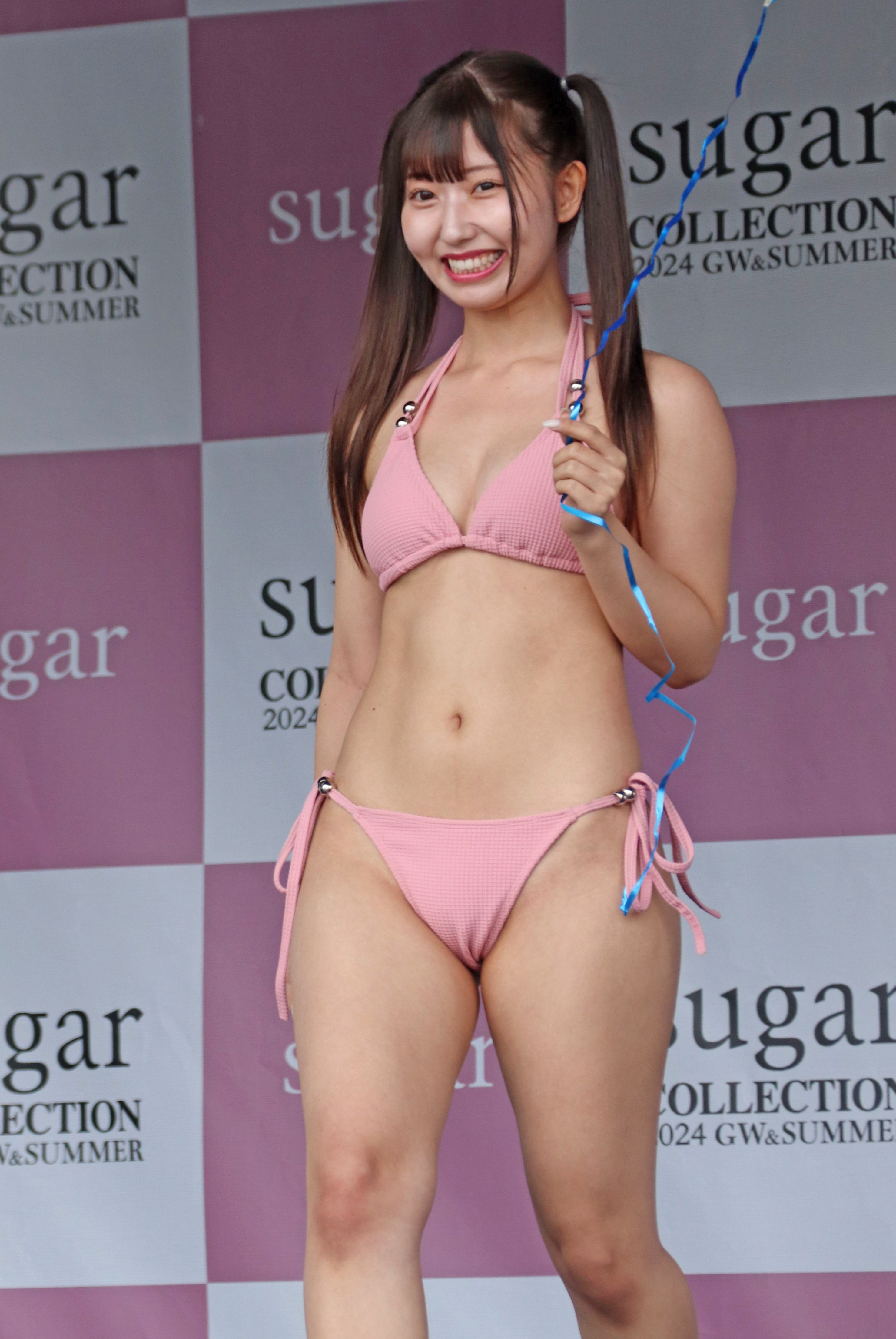
『sugar』ファッションショーでランウェイを歩く逢沢（2024年）

同年4月27日にはSPLASH SUMMER × 近代麻雀水着祭2024に参加。水着メーカー『sugar』のファッションショーでランウェイを歩いた。
2024年5月6日週FANZAレンタルフロア週間AVランキングにおいて2作目の『本物アイドルがAV転身! 性感を急成長させちゃう初体験! 快感! 初・体・験めちゃイキ3本番 逢沢みゆ』が5位にランクアップ 。
同年11月19日、エスワンから契約更新の意向を示されたが、自身のステップアップのために場数を踏みたいこと、また型にはまらない姿を見せたいことなどを理由に、企画単体女優になることをSNSで表明した。同年12月1日より所属事務所がNAXとなったことを報告。12月28日には東京・神楽坂の神楽音で「逢沢みゆ1周年記念単独ライブ」を開催。
FANZA通販フロア2025年1月度AV女優ランキングでは4位を記録した。同年FANZA通販フロア2月度ランキング第7位。FANZAレンタルフロア4月度女優ランキング5位。同FANZA通販フロア女優4月度ランキング7位。
同年5月5日週FANZAレンタルフロアランキングにて『華奢美乳の陸上部女子が中年顧問の汚チ○ポにネットリ堕ちた3泊4日オナホ合宿。』（ロイヤル）が7位、『喰い頃の発育ボディ義娘（J系）を妻不在中にキメセク中出し調教で愛し（犯し）まくった。』（プレミアム）が初登場2位を記録。翌5月12日週でも『喰い頃の発育ボディ義娘～』が2位を維持したほか、『エッチな清楚アイドルが痴女ってくる中出しOK回春アジアンメンズエステ 逢沢みゆ』（痴女ヘブン）が10位、『華奢美乳の陸上部女子が～』が6位浮上と作品タイトルは変わりながらも前週同様3作品がベスト10入りした。
5月19日週FANZAレンタルフロアにて、『エッチな清楚アイドル～』が4位、『喰い頃の発育ボディ義娘～』が3位にランクイン。同年FANZAレンタルフロア5月度月間AV女優ランキング1位となる。同年FANZA通販フロア5月度月間AV女優ランキングでは3位とそれぞれ前月より上昇した。
5月26日週FANZA動画フロアランキングにおいて、出演した『マジックミラー号からの脱出！7 LIKEとLOVEの違いが分からない18歳応援SP！制限時間100分でSEXしないと脱出できないマジックミラー号に、絶対にヤってはイケない関係の2人を閉じ込めたら…禁断のSEXをしてしまうのか！？』（SODクリエイト）が初登場6位にランクインした。同作はその後も7月7日週の通販ランキングでも10位をキープするなどロングランヒットなった。
FANZA通販フロア2025年6月度AV女優ランキング9位。デビュー時からパイパンだったが、同月発売の『プレミアムヌードポーズブック』（ジーオーティー）撮影時より毛を生やし始めた。
同年7月7日週FANZA通販フロアランキングにて、『禁断介護 逢沢みゆ』（グローリークエスト）が初登場6位を記録。同年7月度FANZAレンタルフロア月間女優ランキングでは2か月ぶりに1位へと返り咲いた。同年7月度FANZA通販フロア月間AV女優ランキングでも5位ランクイン。

## 人物
- 趣味は料理、メイク、ファッション。特技は人の顔を覚えること[1]。基本的に一度しか会ったことがなくても顔を覚えている[41]。

- アイドル時代は厳しいレッスンをファンに向けて公開する方針のグループにいたため、「大人の顔色をうかがいながらやってきた分、変に真面目になりすぎているような気がして」と性格にも影響を与えていた。弊害もあったことから、女優活動では「もっと気楽に、遊ぶつもりで女優に取り組みたいです」と述べている[1]。なおアイドル時代の生年月日は2001年1月25日と女優転身後と異なる。運動自体は転身以降も体型を保つため行っている[42]。デビュー作撮影前が最も太っていた時期だったため、約6キロダイエットして撮影に臨んだ。なお、どれだけダイエットしてもお尻の大きさだけは変わらず、AVデビューまではコンプレックスだった[41]。デビュー以降褒められることが多く、好きになっている[41]。

- 性の目覚めとなった出来事は、小学生の時に図書館のトイレを使っていて偶然ウォシュレットの温水がアソコに当たると気持ち良いことに気付き、それ以降その気持ち良さを味わうために図書館のトイレに通っていたこと。ただし、この時は家族に見つかるのがイヤで、自宅でのオナニーには発展しなかった。初オナニーは高校1年生の時でこの時は指で行ったが、以後は当時付き合っていた彼氏とエッチの時に使うため、大型量販店で購入したアダルトグッズ（ピンクローター）を用いて行うようになった[43] 。

- 得意技は高速騎乗位。男性が我慢していると、わざと激しく動かしたくなることから編み出された[41]。好きな体位は犯されている感じがする立ちバック[41]。
- AVに関してはアイドル時代には全く観た事がなく、転身の決意をしてから見始めた[4]。デビュー前に、母親には転身を告白し認めてもらっている[44]。一方で父には直接伝えておらず、怒っていることが報道により伝わっている[45]。
- AVライターの東風克智は「元アイドルなので容姿ポテンシャルの高さは言わずもがな。将来大物になる素質がたっぷり」と批評している[46]。ライターの浜野きよぞうは「顔だけでヌケる」と表現しており、これに対して逢沢は「これって喜んでいいんですか?（笑）」と返答している[41]。

## 作品

### アダルトビデオ -DVD-
- 新人NO.1STYLE 逢沢みゆ AVデビュー 本物アイドルのAV転身、その全記録ー（12月12日、S1 NO.1 STYLE）

- 本物アイドルがAV転身! 性感を急成長させちゃう初体験! 快感! 初・体・験めちゃイキ3本番（1月9日、S1 NO.1 STYLE）
- 交わる体液、濃密セックス 完全ノーカット3本番スペシャル（2月13日、S1 NO.1 STYLE）
- 激イキ100回! 痙攣5232回! イキ潮2200cc! 清楚系本物アイドルがエロス覚醒 はじめての大・痙・攣スペシャル（3月12日、S1 NO.1 STYLE）
- さすが本物アイドル! 男のエロ脳を歓喜させる【わいせつ淫語・ASMR主観・囁きJOI】逢沢みゆの過激ちんしこサポート（4月9日、S1 NO.1 STYLE）[47]
- 教師の僕は巨乳生徒のノーブラ誘惑に理性ふき飛び何度も彼女に吐精してしまう。（5月14日、S1 NO.1 STYLE）
- 彼女の妹（女子●生現役アイドル）の大胆誘惑に欲情し、何度も浮気ハメし続けた僕。（6月25日、S1 NO.1 STYLE）
- 逢沢みゆを6時間ぶっ通しイカセ! 体液全出し大量イキ潮! 宙に浮くほど仰け反り絶頂! 緊急事態オーガズム（7月23日、S1 NO.1 STYLE）
- 感じる顔を見るの大好き小悪魔セラピストが焦らしヌキしてくれるビキニ少女メンズエステ（8月27日、S1 NO.1 STYLE）[48][49]
- 「ねぇ、ここでエッチしちゃおっか」バイト先のエロな後輩が密着ささやき淫語でいつも僕を寝取ろうとしてくる。（9月24日、S1 NO.1 STYLE）
- 既婚おじさんの私なんかが若く優秀な美人部下に肉体関係せまられ、出張先の宿泊ホテルでいい年して何度も何度も射精されてしまう…（10月22日、S1 NO.1 STYLE）
- 気弱でおとなしそうな制服少女を我慢できずにメチャクチャ痴漢してやったら…　まさかの俺のテクの虜に。（11月26日、S1 NO.1 STYLE）
- 超S級美少女 中年オヤジのザーメン受け入れ中出し解禁!! 濃厚オヤジとねっちょりベロキス性交3本番（12月17日、本中）
- 出張先で集中豪雨 嫌いな上司の前でまさか酔い潰れ… 突然の相部屋 夜が明けても唾液を濃厚に絡ませ汗だく中出し絶倫性交で貪り合ってました。（12月24日、ダスッ!）

- マネージャーのプリン尻に我慢できず、キツマンにデカちんをゆっくり生ハメ! 巧みなスローピストンにどハマりして、お漏らしマ〇コに急成長!!（1月7日、ワンズファクトリー）[50][51]
- ヌキなし触りなしなのに、彼氏にバレたくないから料金以上のOPでセックスまでさせちゃう親友の彼女。お、値段以上。NTR（1月14日、Hsoda）
- 喰い頃の発育ボディ義娘（J系）を妻不在中にキメセク中出し調教で愛し（犯し）まくった。（1月21日、PREMIUM）
- 人妻自宅サロン 底辺クズ隣人の汚らわしいデカマラに堕ちた若妻エステティシャン（1月21日、エムズビデオグループ）
- エッチな清楚アイドルが痴女ってくる中出しOK回春アジアンメンズエステ（1月28日、痴女ヘブン）[52]
- 華奢美乳の陸上部女子が中年顧問の汚チ○ポにネットリ堕ちた3泊4日オナホ合宿。（1月28日、ROYAL）
- 隣人のゴミ部屋で異臭中年おやじに監禁調教…抜かずの連撃中出し56発で孕まされた制服女子の末路…（2月4日、kawaii*）
- 元カノ相部屋同窓会 5年ぶりに再会した元カノ2人と飲んだらお酒に酔って昔の恋話が再燃! 終電で帰してくれず相部屋ラブホで朝まで奪い合い中出し（2月4日、MOODYZ）
- 最上級に可愛いJ●と野外連れ回しべろちゅうデート 制服女子をドライブデートに誘ってホテルで中出しセックス みゆ（2月4日、ナンパJAPAN）
- 清楚系アイドルが小悪魔誘惑でガチ恋ザーメン搾り取る秘密のオフパコ中出し撮影会。（2月18日、無垢）[52]
- オヤジのハメ撮りドキュメント ねっとり濃厚に貪り尽くす体液ドロドロ汗だく性交（2月18日、Fitch）
- ヤクザに監禁され、キメセク乱交に堕ちていく華奢な彼女を信じて見守るしかない一週間。（2月25日、ダスッ!）
- もう一度、してみたい。 性格は最悪だけどチ〇ポだけは超好み。身体の相性が最高すぎてまさかのリピートで生姦SEXヤリまくり（3月11日、ROOKIE）
- 立場逆転! 週末の裏顔。いつも上から目線女上司をお酒で理性ブッ飛ばして性欲モンスターの部下チ〇ポでタダマン中出しフレンドにしてやった。（3月25日、本中）
- 都合のイイ制服J●を毎日媚薬漬け、何度も中出しぶっ通しイカセ半泣きアクメに追い込む性活指導… 放課後、ラブホにて。（4月1日、MOODYZ）
- 彼女の巨尻妹の無自覚パンチラ誘惑に我慢できずパンティ越しに亀頭グリグリしてたらズボッと生挿入! J系パイパン発情マ○コに何度もバックピストン中出し（4月1日、ワンズファクトリー）
- 母親の再婚相手のオジサンに毎日レイプされています。（4月1日、アタッカーズ）[53]
- もっとペニス下さい!! 恥辱の超高速子宮ガン突きでイキ壊れ、淫汁大量噴射で雑魚マン絶頂を繰り返すメス堕ち捜査官（4月8日、ダスッ!）[53]
- 僕の事を犬扱いしてきた同級生のみゆとパーソナルジムで再会…。復讐の媚薬漬けトレーニングでキメセク中出しを懇願させた話。（4月8日、マドンナ）
- マッスルバーNTR 陽キャで体育会系な筋肉男子の絶倫交尾にガチ惚れしてすっかり従順なメスになってしまった彼女の話。（4月15日、PREMIUM）
- M男専用密着ささやき淫語で何度もヌカれちゃう無制限射精ソープ（4月22日、痴女ヘブン）[53]
- 男嫌いなスレンダー美乳の連れ子に媚薬を飲ませて一週間。子宮が疼き、理性を失った娘は、嫌がりながらも俺の巨根を求めるようになった。（4月22日、ダスッ!）
- 「もうイッてるってばぁ!」状態で何度も中出し!（5月6日、ワンズファクトリー）
- 彼女のお姉さんは巨乳と中出しOKで僕を誘惑（5月20日、OPPAI）[54]
- パンチラ特化! 甘サド小悪魔にエロ優しくヌカれたい!（5月27日、グローリークエスト）
- 彼氏の浮気発覚で痴女覚醒! 彼女に射精管理された僕の同棲生活 禁欲→解放絶倫SEXで合計20発以上! 「これからは私が虐める番♪」（6月3日、ABC/妄想族）
- 「私でなきゃ勃起できないカラダにしてあげる」 独占欲が強すぎるヤンデレ彼女に朝昼晩ヌかれ続ける16発搾精ルーティン体内精子ゼロ生活（6月10日、アリスJAPAN）
- 小悪魔挑発美少女（6月10日、MARRION）
- 着床器官（6月10日、Hsoda）
- 生徒の巨乳に理性を失った僕は放課後ラブホで何度も何度もみゆと中出しセックスしてしまった（6月17日、OPPAI）
- 一度きりの過ちのはずが… カラダの相性の良さを知ってしまった親友の彼女と僕は、ダメだとわかっていながらもあの日の感覚が忘れられず激しく求め合った。（6月20日、DOC）
- 毎晩えげつない腰振り顔騎とギアチェン騎乗位でチ●ポバカになるまでザーメン搾り取ってくるド痴女ナース（6月24日、Million）
- ずっと言い出せなかった本当の気持ち。 告白、純愛、青春レズビアン 逢沢みゆ レズ解禁！！（7月4日、ビビアン）
- マジックミラー号からの脱出！7 LIKEとLOVEの違いが分からない18歳応援SP！制限時間100分でSEXしないと脱出できないマジックミラー号に、絶対にヤってはイケない関係の2人を閉じ込めたら…禁断のSEXをしてしまうのか！？（7月10日、SODクリエイト）
- 美しい小料理屋の若女将 訳あって肉便器志願「わたしをめちゃくちゃにしてください。」逢沢みゆ（7月15日、パープルジャム）
- たった千円で超ペロペロに…？！早い・安い・上手いで話題の即尺ヌキ有りセンペロ酒場に密着！サクッとフェラ抜き神対応！飲みながらヌける最高チェーン店！ 大行列編（7月24日、SODクリエイト）
- 同級生とふざけてSMごっこしてたらなんとスイッチが入っていいなりに！ドM化して感度も上がってイキまくるクラスメートとマゾペットSEX 逢沢みゆ（7月24日、 FALENO TUBE）
- たくらんの妻 巨根の彼とのたくらん孕ませ中出し交尾が異常に気持ち良すぎてやめられない… 逢沢みゆ（8月12日、JET映像）
- 禁断介護 逢沢みゆ(8月19日、グローリークエスト）
- この子ヤバイ！！無邪気に迫ってくる妹系美少女が凄くエロ。逢沢みゆ(8月19日、S-Cute）
- 【4K】このメス女…只今発情真っ盛り！？逢沢みゆとしてみませんか？（8月23日、クリスタル映像）
- コンドームが破れてまさかの生ハメ！超加速するピストンで何度も中出し！ 逢沢みゆ（9月2日、ワンズファクトリー）
- 人妻の浮気心 逢沢みゆ（9月2日、人妻援護会/エマニエル）
- 略奪する女 人の幸せを見ていると壊したくなっちゃうんです 逢沢みゆ（9月5日、プラネットプラス）
- 出所直後の元受刑者に密着取材。 3年間禁欲していたカラダが久しぶりのセックスでどうなってしまうのか徹底検証。（9月9日、Hunter）
- MOODYZ創立25周年記念 MOODYZふたなり航空へようこそ！ バリキャリ美人CAが射精快楽で理性崩壊チ○ポイキしまくり発情ドスケベフライト（9月12日、ムーディーズ）

### アダルトビデオ -VR-
- VR NO.1 STYLE＜逢沢みゆ＞解禁 元アイドル、そして今はAV女優! 逢沢みゆと同棲、はじめました。（2月7日、S1 NO.1 STYLE）
- 可愛い、優しい、エロい。至近距離でじ～っくり見つめながら嬉しそうにご奉仕【顔面特化】即尺ランジェリーメイド（7月8日、S1 NO.1 STYLE）

- だらだら唾液と甘とろささやきでボクをキュン死させる小悪魔Sなギャル妹（5月23日、KMPVR-彩-）
- 年下美乳保育士さんに甘えたい! バブ返りで大人の僕が全てを許してもらえて心身共に堕落できる超甘やかし保育園（6月6日、KMPVR-彩-）
- これぞ8K! 顔面特化アングルVR ～逢沢みゆと最後の日。みゆのマ●コに溢れるほど精子入れっぱなしの儚き中出しSEX～（6月19日、KMPVR）
- 顔距離3cm、視界いっぱいに広がる美顔ベロチュー誘惑（6月21日、unfinished）
- 天井特化アングルVR ～逢沢みゆとマンツーマンでオフパコ～（6月30日、KMPVR）
- 【VR】酔った後輩のしゅきしゅき淫語 ホテルで二人きり、甘えてくる後輩のささやき声に理性も崩壊する相部屋ラブえっち 逢沢みゆ（8月23日、KMPVR-彩-）
- 【VR】これぞ8K！究極の濡れ髪イチャラブ同棲生活 ～濡れ髪と‘映え（ばえ）’とナマ中出しと～ 逢沢みゆ（9月10日、ケイ・エム・プロデュース）
- 【VR】【8K VR】常に上から見下し目線の美人ナースがチクチク敬語で毒突きながら何度もお預け治療する睨まれ、蔑まれ、嘲笑われる罵倒JOI射精クリニック 逢沢みゆ（9月12日、unfinished）
- 【VR】逢沢みゆに沼る（9月24日、ケイ・エム・プロデュース）

### アダルトビデオ -配信-
- MIYU (smuc138)（1月29日、素人ムクムク-夢中-）
- みゆさん (smjs071)（2月16日、素人ムクムク-職-）
- あゆちゃん (erk091)（5月22日、素人ホイホイ）
- あいみん (hoi374)（5月22日、素人ホイホイZ）
- azami (tow024)（5月26日、素人ホイホイtower）※azami(23)名義
- 【トイレで即フェラ! 可愛すぎる欲求不満彼女と久々の逢瀬で濃厚中出しSEX】 デート中我慢できずに屋外トイレでフェラ抜きからのごっくん! → それでも物足りないので色々な場所でハメまくる! 「全部○○クンのものだよ♪」 可愛すぎる俺専用おマ●コちゃんに濃厚生精子注入! 【あまちゅあハメREC＃みゆ＃フリーター】（5月27日、MOON FORCE 2nd）
- 【初撮り】ネットでAV応募→AV体験撮影 2374 みゆ 21歳 幼稚園の先生 経験値高めの元アイドル降臨! 好きな体位は立ちバック! 中も外も大好きな欲張り美少女のセックスは必見!（6月7日、シロウトTV）
- 【ガチ恋必至のらぶハメ性交! 2本番!!】 アイドル系美少女! 歯科衛生士のみゆちゃんを彼女としてレンタル! 口説き落として本来禁止のエロ行為までヤリまくった一部始終を完全REC!! 朝から晩までいちゃらぶデートを満喫後、本来禁止のホテル連れ込み秘密の恋人セックス! スレンダー体型に意外と大きいFカップ美乳のギャップが激シコい! ず～っと可愛くてあざとくて超えっち!!! 上目遣いでナカ締まらせながら好き好き連呼で中出し懇願!! 【レンタルカノジョ】 みゆちゃん（6月8日、プレステージプレミアム）

### アダルトビデオ -総集編・オムニバス-
- 本物アイドルがAV転身して1年 逢沢みゆ 初ベスト S1全12タイトル完全コンプリート16時間（3月11日、S1 NO.1 STYLE）

### イメージビデオ
- Miyu 相逢 -image version-（2025年2月20日、REbecca）

### 写真集
- 逢沢みゆ 1st写真集 相逢 sou-ai（2024年10月17日、双葉社、撮影：富田恭透）ISBN 978-4-575-31920-0 [55][56]
- 逢沢みゆ写真集 me=you（2025年3月20日、徳間書店、撮影：植野恵三郎）ISBN 978-4-19-865980-6 [57]
- プレミアムヌードポーズブック 逢沢みゆ（2025年6月25日、ジーオーティー、撮影：田村浩章）ISBN 978-4-8236-0870-4[37]

### デジタル写真集
- 逢沢みゆ　本物アイドルFカップヌード解禁（2024年3月1日、小学館、撮影：塩原洋）
- FLASHデジタル写真集R 逢沢みゆ　脱・正統派アイドル（2024年3月12日、光文社、撮影：青山裕企）

## 製品

### カレンダー
- 逢沢みゆ 2025年カレンダー（2024年11月16日、トライエックス）
- 卓上 逢沢みゆ 2025年カレンダー（2024年11月16日、トライエックス）

## 出演

### ラジオ
- ラジオのアナ〜ラジアナ（2023年12月14日、12月21日、FM NACK5）

### 舞台
- フライングパイレーツ ～ネバーランド漂流記～（2015年4月29日 - 5月4日、東京・新宿村LIVE） - ビッキー 役[58]

### ライブイベント
- 逢沢みゆbirthdayイベント（2024年3月3日、東京・BUZZ Live赤坂）[59]

- Live from Grapefruit Moon 月で逢いましょう #90ニューカマースペシャル（2024年4月3日、東京・三軒茶屋グレープフルーツムーン）[60]

- 楽演祭 vol.33（2024年10月30日、東京・池袋 Live inn ROSA）[61]

- 逢沢みゆ1周年記念単独ライブ（2024年12月28日、東京・神楽坂 神楽音）[24]

- 楽演祭 vol.36 ～GW SP～（2025年4月30日、東京・池袋 Live inn ROSA）[62]

- Live from Grapefruit Moon 月で逢いましょう＃125 逢沢みゆ（2025年7月22日、東京・三軒茶屋グレープフルーツムーン）ミルジェネでは初ワンマンライブ[63]。